# Gabriel Gómez
Gabriel Jaime Gómez (Medellín, 8 december 1959) is een Colombiaans oud-voetballer, die speelde als centrale middenvelder. Hij beëindigde zijn profcarrière in 1995. Zijn oudere broer Hernán Darío (1956) was bondscoach van onder meer Colombia en Ecuador.

## Clubcarrière
Gómez, bijgenaamd Barrabas, kwam tien seizoenen uit voor Atlético Nacional, en speelde daarnaast voor Millonarios en Independiente Medellín.

## Interlandcarrière
Gómez speelde 49 interlands (twee doelpunten) voor Colombia in de periode 1985-1995. Onder leiding van bondscoach Gabriel Ochoa Uribe maakte hij zijn debuut op 27 oktober 1985 in de WK-kwalificatiewedstrijd (play-offs) tegen Paraguay (3-0) in Asunción, net als Carlos Valderrama, Carlos Hoyos en Jorge Ambuila. Gómez nam met zijn vaderland tweemaal deel aan het WK voetbal (1990 en 1994) en driemaal aan de strijd om de Copa América: 1987, 1989 en 1993.

## Erelijst
Atlético Nacional
- Copa Mustang

1981, 1991, 1994
 Millonarios
- Copa Mustang

1987